# Liste der Biografien/Ars
Liste der Biografien |
Portal Biografien |
Personensuche
# |
A |
B |
C |
D |
E |
F |
G |
H |
I |
J |
K |
L |
M |
N |
O |
P |
Q |
R |
S |
T |
U |
V |
W |
X |
Y |
Z |
?
 
Aa |
Ab |
Ac |
Ad |
Ae |
Af |
Ag |
Ah |
Ai |
Aj |
Ak |
Al |
Am |
An |
Ao |
Ap |
Aq |
Ar |
As |
At |
Au |
Av |
Aw |
Ax |
Ay |
Az
 
Ara |
Arb |
Arc |
Ard |
Are |
Arf |
Arg |
Arh |
Ari |
Arj |
Ark |
Arl |
Arm |
Arn |
Aro |
Arp |
Arq |
Arr |
Ars |
Art |
Aru |
Arv |
Arw |
Arx |
Ary |
Arz
Die Liste der Biografien führt alle Personen auf, die in der deutschsprachigen Wikipedia einen Artikel haben. Dieses ist eine Teilliste mit 171 Einträgen von Personen, deren Namen mit den Buchstaben „Ars“ beginnt.

## Ars
- Ars, Furkan (* 1994), deutscher Futsal- und Fußballspieler
- Ars, Sjoerd (* 1984), niederländischer Fußballspieler

### Arsa
- Arsaber, byzantinischer Usurpator
- Arsache, Apostol (1789–1869), rumänischer Mediziner, Ökonom und Politiker
- Arsacius, Bischof von Mailand
- Arsacius von Tarsus († 405), Erzbischof von Konstantinopel
- Arsakes, kurzzeitig Herrscher über das Königreich Pontos
- Arsakes, Satrap von Areia und Drangiana
- Arsakes I., Gründer der Partherreiches und der Arsakiden-DynastieArsakes I.

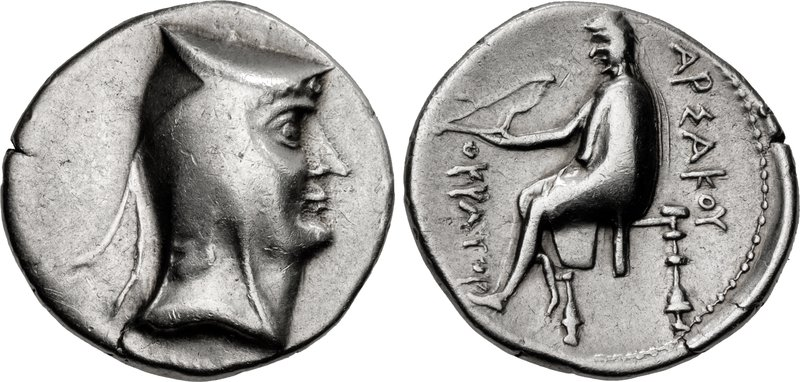
Arsakes I.

- Arsakes II. († 191 v. Chr.), parthischer König
- Arsakios, oströmischer Heermeister
- Arsal, Sadri Maksudi (1879–1957), tatarisch-türkischer Staatsmann
- Arsalai, Haji Nasrullah Baryalai (* 1958), afghanischer Politiker
- Arsamakow, Israil Magomedgirejewitsch (* 1962), sowjetischer Gewichtheber
- Arsamassawa, Maryna (* 1987), belarussische Mittelstreckenläuferin
- Arsamasskaja, Aljona († 1670), russische Freiheitskämpferin
- Arsamaszew, Sachar Wadimowitsch (* 1992), russischer Eishockeyspieler
- Arsames, Satrap von Ägypten
- Arsames († 480 v. Chr.), Achämenide, Sohn des Großkönigs Dareios I.
- Arsames († 358 v. Chr.), Achämenide, Sohn des Großkönigs Artaxerxes II.
- Arsames, Achämenide, Vater des Großkönigs Dareios III.
- Arsames († 333 v. Chr.), Satrap von Kilikien
- Arsan Pengbanrai (* 1985), thailändischer Fußballspieler
- Arsan, Emmanuelle († 2005), französische Schriftstellerin thailändischer HerkunftEmmanuelle Arsan († 2005)

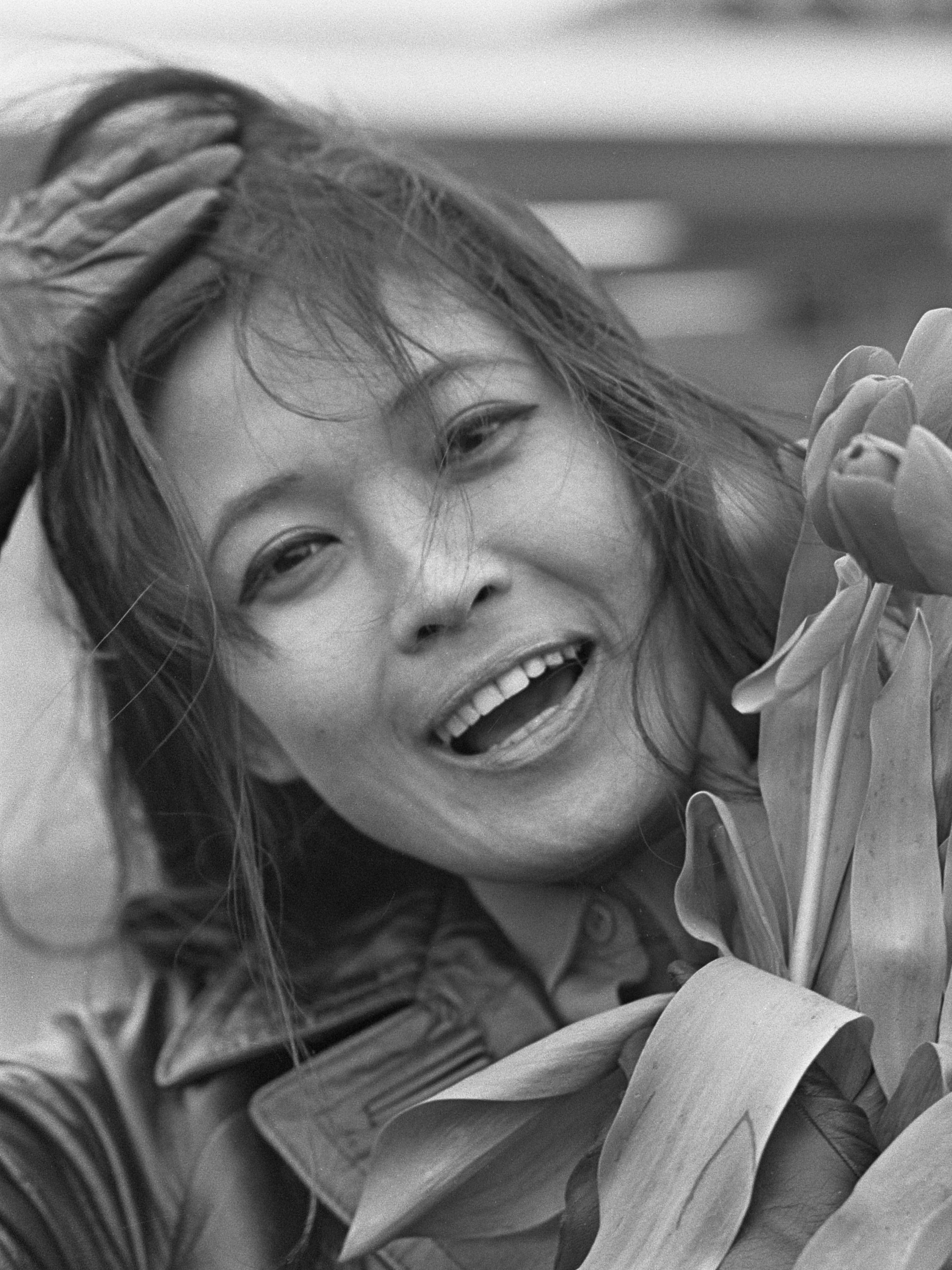
Emmanuelle Arsan († 2005)

- Arsan, Sünuhi (1899–1970), türkischer Richter, Präsident des Verfassungsgerichts der Türkei
- Arsanjani, Hassan (1923–1969), iranischer Politiker, Journalist und Jurist
- Arsava, Max (* 1995), deutscher Jazzmusiker (Piano, Synthesizer, Keyboards, Komposition)
- Arsawuja, antiker Stadtfürst von Ruhizza

### Arsc
- Arschak II., König von Armenien
- Arschak III., König von Armenien
- Arschakowa, Jelena Wladimirowna (* 1989), russische Mittelstreckenläuferin
- Arschama I., persischer Herrscher
- Arschannikowa, Ljudmyla (* 1958), sowjetisch-niederländische Bogenschützin
- Arschanow, Jewgeni Alexandrowitsch (* 1948), sowjetischer Mittelstreckenläufer
- Arschawin, Andrei Sergejewitsch (* 1981), russischer FußballspielerAndrei Sergejewitsch Arschawin (* 1981)

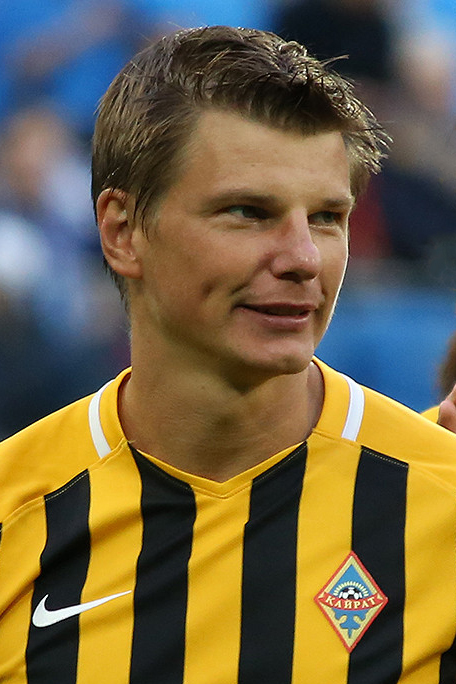
Andrei Sergejewitsch Arschawin (* 1981)

- Arschba, Otari Ionowitsch (* 1955), russischer Politiker
- Arschba, Waleri (* 1949), abchasischer Politiker
- Arschinkowa, Petja (* 1998), bulgarische Tennisspielerin
- Arschinow, Pjotr Andrejewitsch (1887–1938), Anarchist und Aktivist der Machnowschtschina
- Arschinow, Wladimir Wassiljewitsch (1879–1955), russisch-sowjetischer Mineraloge und Hochschullehrer
- Arschinowa, Aljona Igorewna (* 1985), russische Politikerin
- Arschinzewa, Jelena Walentinowna (* 1971), russische Geherin
- Arscott, Caroline, britische Kunsthistorikerin und Hochschullehrerin

### Arse
- Arsebük, Hayri (1915–1943), türkischer Basketballspieler
- Arsel, İlhan (1920–2010), türkischer Verfassungsrechtler und Religionskritiker
- Arsenault, Nérée (1911–1982), kanadischer Politiker
- Arsenault, Nina (* 1974), kanadische Performancekünstlerin, Journalistin und ehemalige Prostituierte
- Arsenault, Samantha (* 1981), US-amerikanische Schwimmerin
- Arseneault, Ariana (* 2002), kanadische TennisspielerinAriana Arseneault (* 2002)

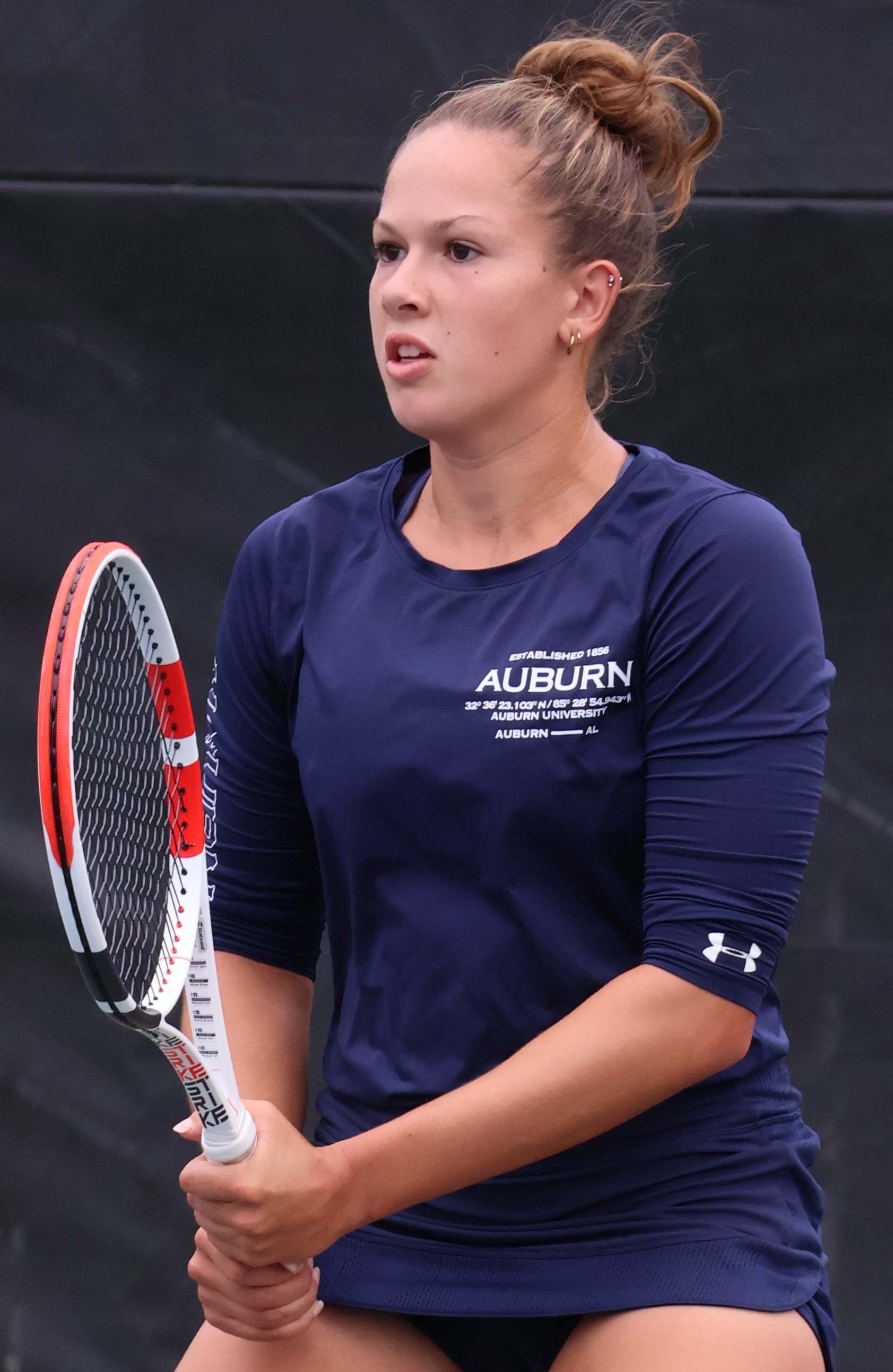
Ariana Arseneault (* 2002)

- Arseni, Christian, österreichischer Kunsthistoriker und Dramaturg
- Arsenić, Goran (* 1966), serbischer Handballspieler
- Arsenić, Jovan (* 1974), serbischer Filmregisseur
- Arseniew, Ludmilla von (1939–2022), deutsche Malerin und Wissenschaftlerin
- Arseniew, Nikolaus von (1888–1977), russischer Emigrant und Religionswissenschaftler an der Albertus-Universität
- Arsenij von Plowdiw (1932–2006), bulgarischer Geistlicher, Metropolit von Plowdiw der bulgarisch-orthodoxen Kirche
- Arsenije Plamenac († 1784), montenegrinischer Fürstbischof
- Arsenije Sremac (1219–1266), zweiter orthodoxer Erzbischof von Serbien
- Arsenijević, Boban (* 1974), serbischer Slawist
- Arsenijević, Milorad (1906–1987), jugoslawischer Fußballspieler
- Arsenijević, Stefan (* 1977), serbischer Filmregisseur
- Arsenijević, Vitomir (* 1937), serbischer Handballspieler und -trainer
- Arsenios Autoreianos, Patriarch von Konstantinopel
- Arsenios von Alexandria († 1010), orthodoxer Patriarch von Alexandria
- Arsenis, Gerasimos (1931–2016), griechischer Politiker
- Arsenis, Kriton (* 1977), griechischer Politiker (Panellinio Sosialistiko Kinima), MdEP
- Arsenischwili, Giorgi (1942–2010), georgischer Mathematiker und Politiker
- Arsenium (* 1983), moldauischer PopsängerArsenium (* 1983)
- Arsenius der Große, Wüstenvater

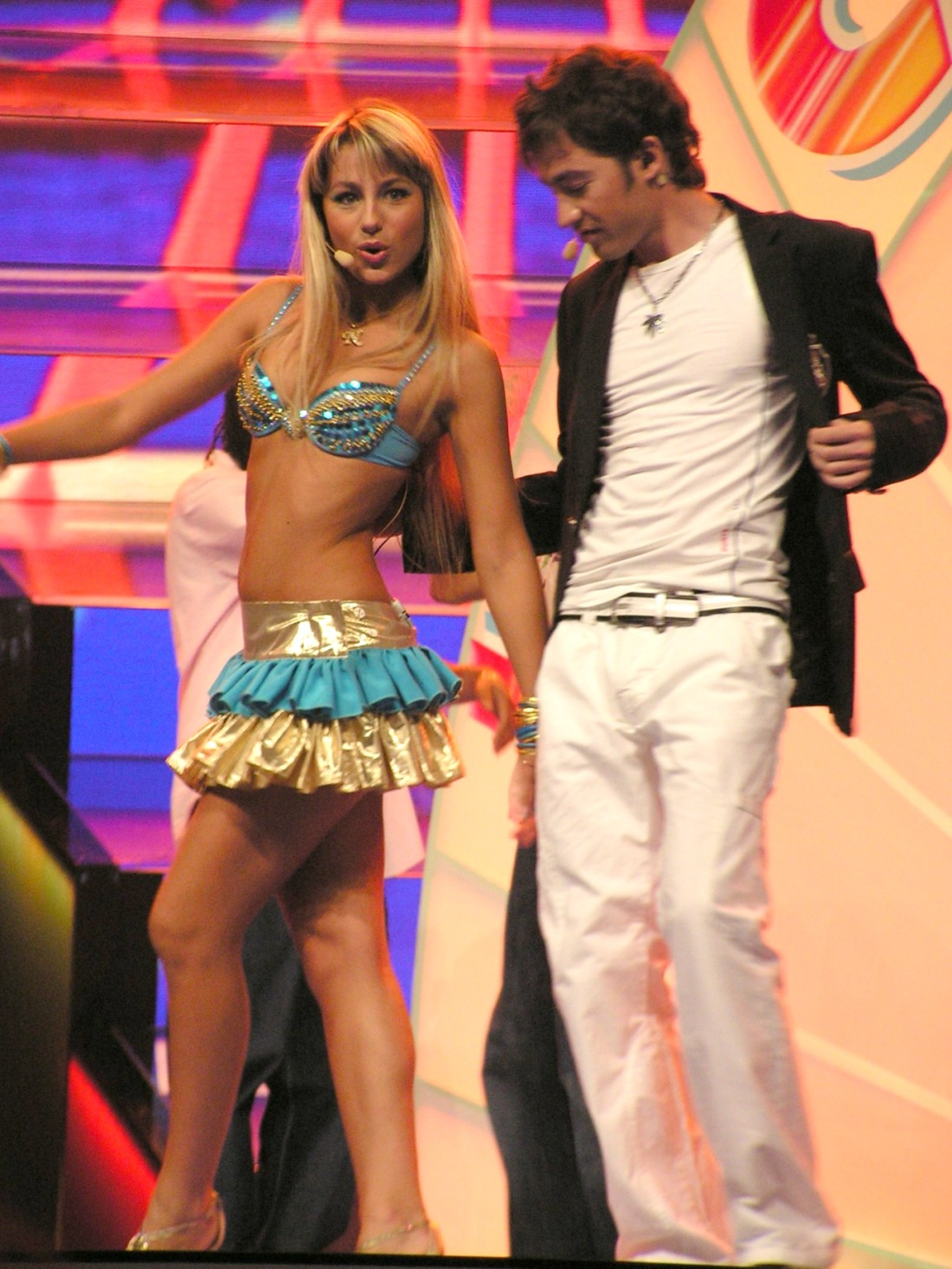
Arsenium (* 1983)

- Arsenjew, Dmitri Sergejewitsch (1832–1915), russisch-baltischer Adliger und Admiral
- Arsenjew, Iwan Wassiljewitsch (1862–1930), russisch-orthodoxer Erzpriester und Kirchenhistoriker
- Arsenjew, Juri Wassiljewitsch (1857–1919), russisch-baltischer Adeliger und Wirklicher Staatsrat im Russischen Kaiserreich
- Arsenjew, Konstantin Konstantinowitsch (1837–1919), russischer Publizist und Enzyklopädist
- Arsenjew, Nikolai Iwanowitsch (1760–1830), Gouverneur in Kurland
- Arsenjew, Sergei Wassiljewitsch (1854–1922), russischer Diplomat im Russischen Kaiserreich
- Arsenjew, Wassili Sergejewitsch (1829–1915), russisch-baltischer Adliger, Wirklicher Geheimer Rat im Russischen Kaiserreich
- Arsenjew, Wladimir Klawdijewitsch (1872–1930), russischer Forschungsreisender und Schriftsteller
- Arsenkina, Galina Petrowna (* 1991), russische Curlerin
- Arsennewa, Natallja (1903–1997), belarussische Lyrikerin, Dramatikerin und Übersetzerin
- Arseno, Alex (* 1983), brasilianischer Radrennfahrer
- Arsenović, Branislav (* 1968), bosnischer Fußballtorwart und Torwarttrainer
- Arsenovic, Hans (* 1968), österreichischer Politiker (Grüne), Landtagsabgeordneter
- Arsenow, Pawel Oganesowitsch (1936–1999), sowjetischer bzw. armenisch-russischer Filmregisseur
- Arses († 336 v. Chr.), persischer Herrscher
- Arsever, Sylvie, Schweizer Journalistin

### Arsh
- Arshad, Joseph (* 1964), pakistanischer Geistlicher und römisch-katholischer Bischof von Islamabad-Rawalpindi
- Arshansky, Artiom (* 1991), israelischer Judoka
- Arsher, Ali (* 1984), britischer Schauspieler

### Arsi
- Arsić, Jovana (* 1992), serbische Ruderin
- Arsinoë I., Tochter des Königs Lysimachos, Gattin und Mitregentin des Ptolemaios II.
- Arsinoë II., Tochter von Ptolemaios I., gemeinsam mit Ptolemaios II. Regentin in ÄgyptenArsinoë II.

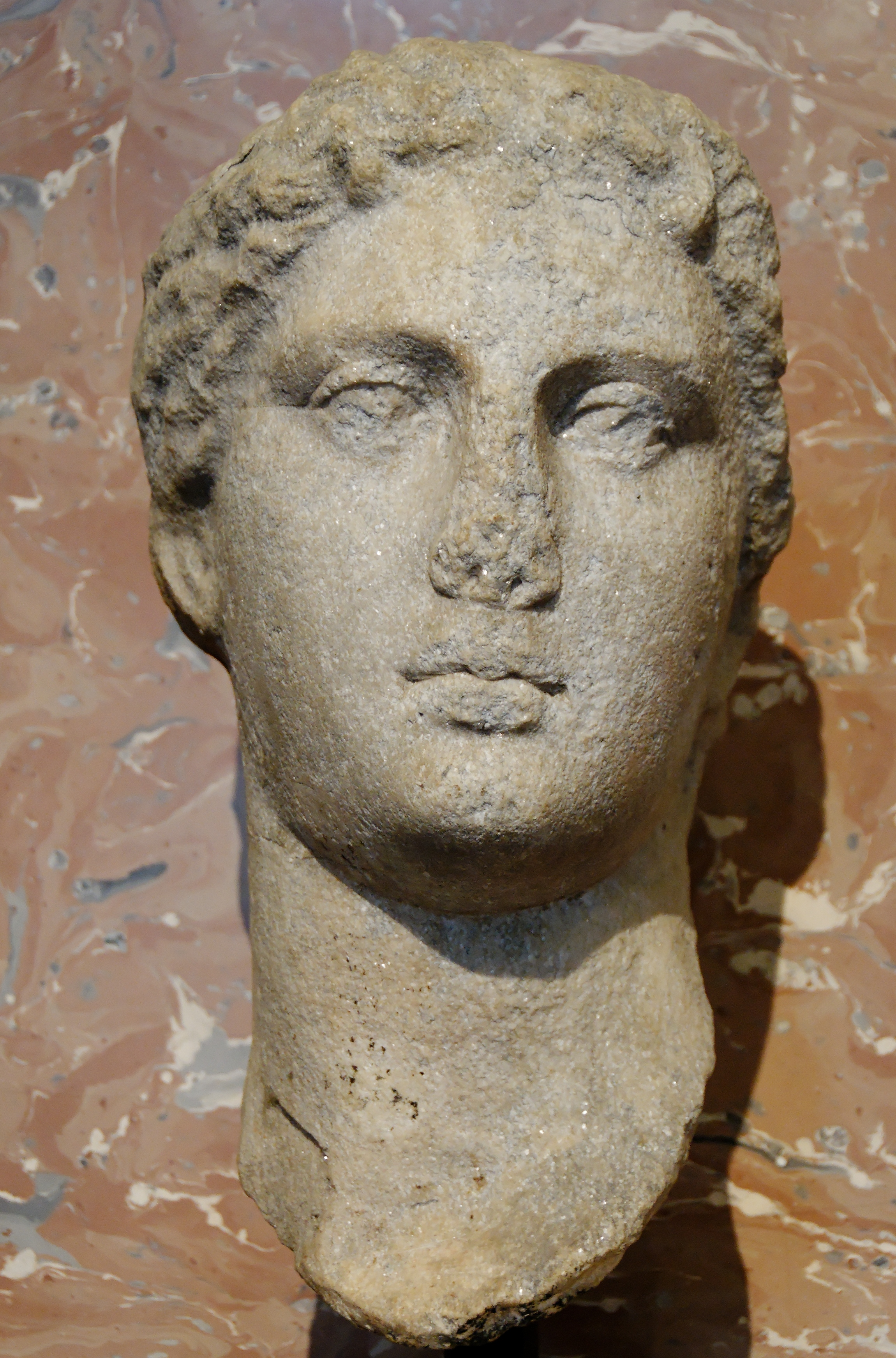
Arsinoë II.

- Arsinoë III. († 204 v. Chr.), Königin von Ägypten
- Arsinoë IV. († 41 v. Chr.), Königin von Zypern, Schwester von Kleopatra
- Arsinoë von Makedonien, Mutter von Ptolemaios I. Soter
- Arsites († 423 v. Chr.), Achämenide, Bruder des Großkönigs Dareios II.
- Arsites († 334 v. Chr.), Satrap des hellespontischen Phrygien und Paphlagonien

### Arsj
- Årsjö, Ebba (* 2001), schwedische Para-Ski-Sportlerin

### Arsl
- Arslan Mehmed-paša (1745–1812), Großgouverneur des Paschalik Bosniens
- Arslan Schah I. († 1142), Seldschuken-Herrscher von Kerman
- Arslan, Adil (* 1962), türkischer Musiker und Saz-Spieler
- Arslan, Ahmet (* 1994), deutscher Fußballspieler
- Arslan, Ali (* 1947), deutscher Schriftsteller und Lehrer türkischer Abstammung
- Arslan, Alparslan (1977–2023), türkischer Rechtsanwalt und Sprengstoff- sowie Pistolenattentäter
- Arslan, Amir Adil (1880–1954), syrischer, arabisch-nationalistischer Politiker
- Arslan, Antonia (* 1938), italienische Schriftstellerin
- Arslan, Arda (* 1995), türkischer Fußballspieler
- Arslan, Atakan (* 1995), türkischer Fußballspieler
- Arslan, Aybüke (* 1994), türkische Fußballspielerin
- Arslan, Berkin (* 1992), türkischer Fußballspieler
- Arslan, Bülent (* 1975), deutscher Politiker (CDU)
- Arslan, Buse (* 1992), türkische Schauspielerin und Model
- Arslan, Cem (1977–2021), deutscher Filmregisseur, Drehbuchautor und Filmproduzent
- Arslan, Cihat (* 1970), türkischer Fußballtrainer
- Arslan, Duygu (* 1991), österreichische Schauspielerin
- Arslan, Emir Emin (1868–1943), osmanischer Politiker, Botschafter, Schriftsteller und Verleger
- Arslan, Ensar (* 2001), deutsch-türkischer Fußballspieler
- Arslan, Erhan (* 1956), türkischer Fußballspieler
- Arslan, Ertuğrul (* 1980), türkischer Fußballspieler
- Arslan, Fırat (* 1970), deutscher BoxerFırat Arslan (* 1970)

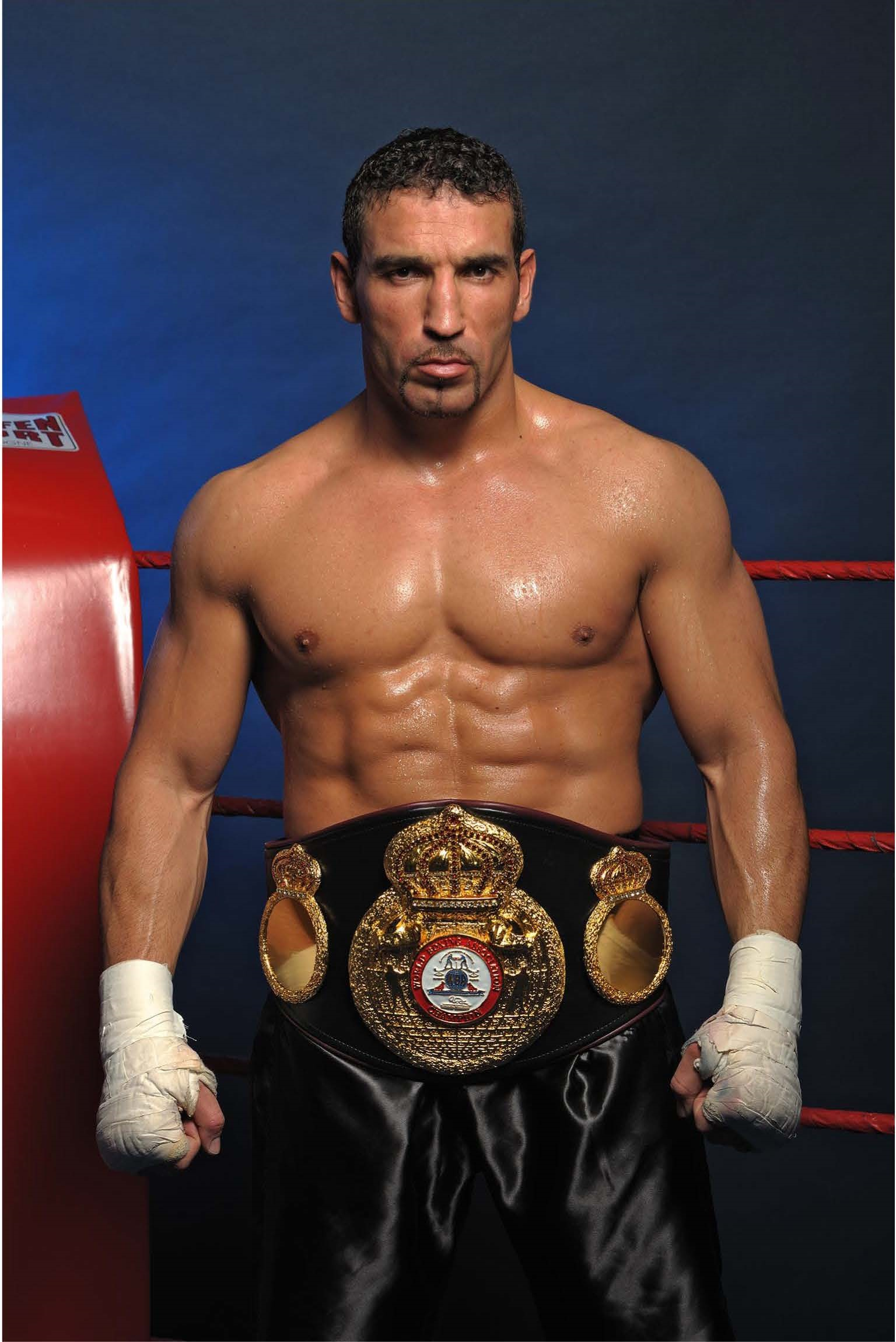
Fırat Arslan (* 1970)

- Arslan, Gökhan (* 1976), türkischer Kickboxer
- Arslan, Gülcan (* 1986), türkische Schauspielerin
- Arslan, Güzide (* 1992), türkische Schauspielerin
- Arslan, Hakan (* 1988), türkischer Fußballspieler
- Arslan, Hakan (* 1989), türkischer Fußballspieler
- Arslan, Hamit (* 1894), türkischer Fußballspieler
- Arslan, Hasan (* 1973), türkischer Politiker (AKP)
- Arslan, İbrahim Koray (* 1986), türkischer Fußballspieler
- Arslan, İhsan (* 1948), türkischer Politiker
- Arslan, Işık Kaan (* 2001), türkischer Fußballspieler
- Arslan, Kamber (* 1980), türkischer Fußballspieler
- Arslan, Koray (* 1983), türkischer Fußballspieler
- Arslan, Korkmaz (* 1983), deutsch-türkischer Schauspieler und Produzent
- Arslan, Madschid (1908–1983), libanesischer Nationalheld und Politiker
- Arslan, Murat (* 1974), türkischer Richter
- Arslan, Ömer (* 1993), türkischer Fußballspieler
- Arslan, Sibel (* 1980), Schweizer Juristin und Politikerin (BastA)
- Arslan, Talal (* 1965), libanesischer Prinz und Politiker
- Arslan, Tamer (* 1986), deutscher Schauspieler türkischer Herkunft
- Arslan, Thomas (* 1962), deutsch-türkischer Filmregisseur und DrehbuchautorThomas Arslan (* 1962)

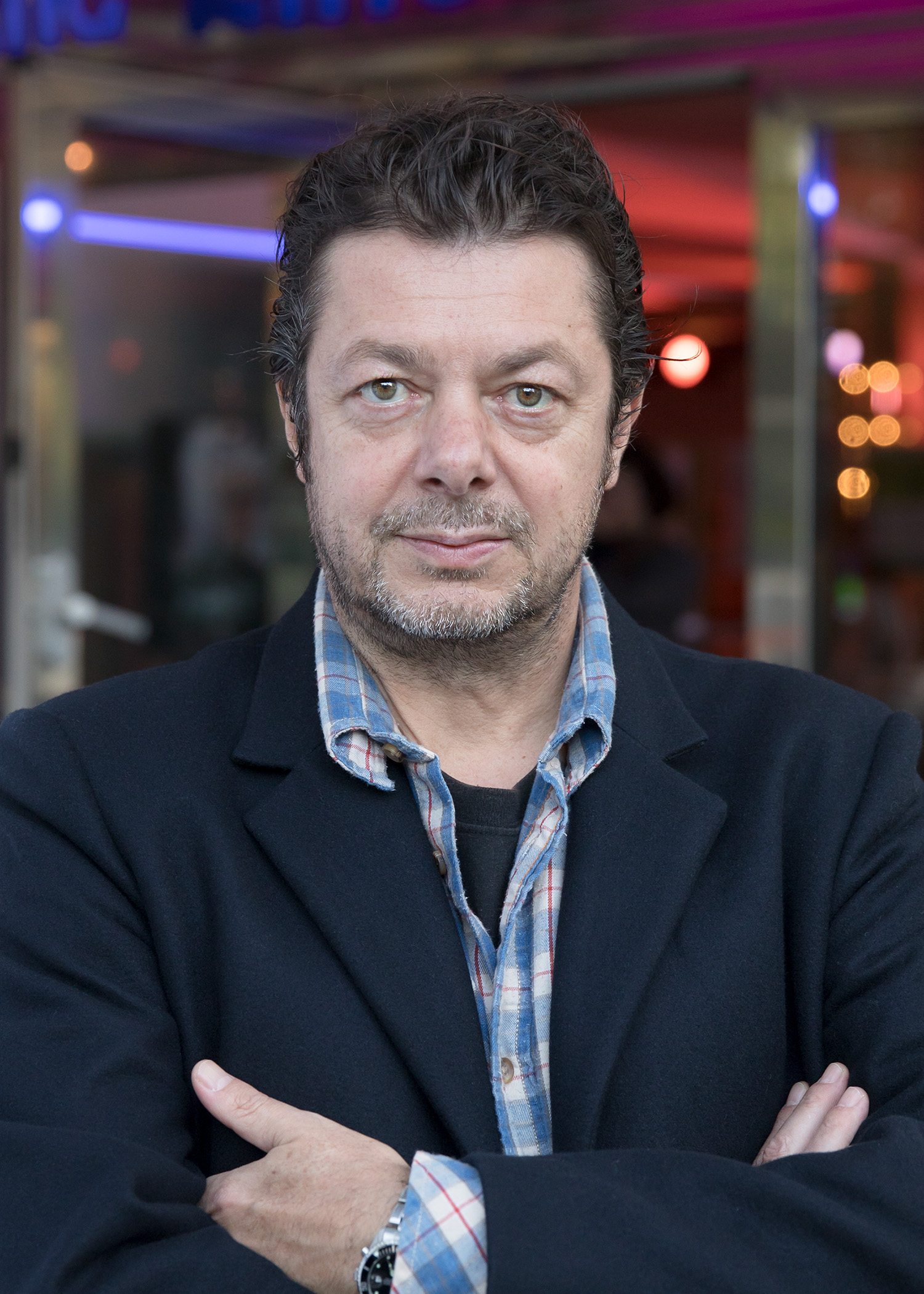
Thomas Arslan (* 1962)

- Arslan, Tolgay (* 1990), deutsch-türkischer Fußballspieler
- Arslan, Ufuk (* 1987), türkischer Fußballspieler
- Arslan, Ulvi (* 1950), deutscher Bauingenieur
- Arslan, Ümit Yasin (* 1993), türkischer Fußballspieler
- Arslan, Volkan (* 1978), türkischer Fußballspieler
- Arslan, Wart (1899–1968), italienischer Kunsthistoriker
- Arslan, Yasin Görkem (* 1988), türkischer Fußballspieler
- Arslan, Yılmaz (* 1968), deutscher Filmregisseur, Drehbuchautor und Filmproduzent
- Arslan, Yüksel (1933–2017), türkisch-französischer Künstler
- Arslan, Yusuf Yalçın (* 1998), türkischer Fußballspieler
- Arslan, Zeki (* 1949), türkisch-deutscher Künstler und Maler
- Arslan, Zeliha (* 1975), österreichische Politikerin (Grüne)
- Arslanagić, Abas (* 1944), bosnischer Handballtrainer und -spieler
- Arslanagić, Armin (* 1972), deutsch-bosnischer Eishockeyspieler
- Arslanagić, Zijad (1936–2020), bosnisch-jugoslawischer Fußballspieler
- Arslanboğa, Suat (* 1978), türkischer Fußballschiedsrichter
- Arslanian, Vatche (1955–2003), kanadischer Rotkreuz-Mitarbeiter
- Arslanoğlu, Kaan (* 1959), türkischer Psychiater, Journalist und Schriftsteller
- Arslanow, Timur Faritowitsch (* 1991), russischer Florettfechter
- Arslanowa, Firaja Chabibullowna (1934–1995), sowjetisch-russische Prähistorikerin, Mediävistin und Hochschullehrerin

### Arso
- Arson, Nicholaus (* 1977), schwedischer GitarristNicholaus Arson (* 1977)

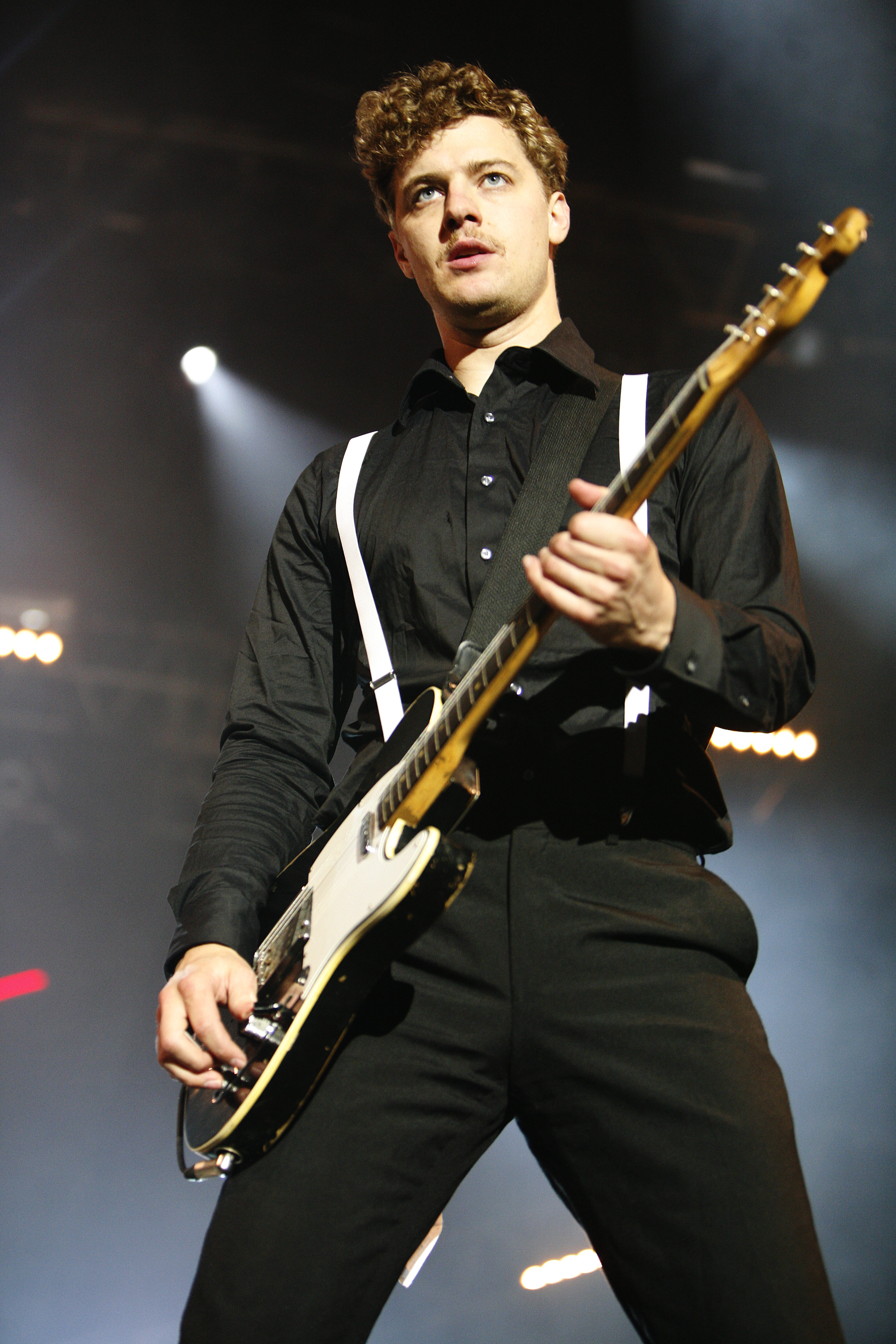
Nicholaus Arson (* 1977)

- Arsonval, Jacques Arsène d’ (1851–1940), französischer Arzt und Physiker
- Arsov, Ljupčo (1910–1986), mazedonischer und jugoslawischer Politiker
- Arsovska, Danela (* 1979), nordmazedonische Politikerin
- Arsow, Tschawdar (* 1986), bulgarischer Naturbahnrodler

### Arst
- Årst, Ole Martin (* 1974), norwegischer Fußballspieler

### Arsu
- Arsuaga, Diego (* 1966), uruguayischer Regisseur
- Arsuaga, Juan Luis (* 1954), spanischer Paläoanthropologe
- Arsumanjan, Alexander (* 1959), armenischer Botschafter, Politiker und Außenminister
- Arsumanjan, Georgy (* 1980), armenischer Schachspieler
- Arsumanjan, Robert (* 1985), armenischer Fußballspieler
- Arsumanjan, Wladimir (* 1998), armenischer Sänger
- Arsuzi, Zaki al- (1899–1968), syrischer Lehrer und Politiker sowie ein Vordenker des Panarabismus